# Krzelów (gromada)
Krzelów – dawna gromada, czyli najmniejsza jednostka podziału terytorialnego Polskiej Rzeczypospolitej Ludowej w latach 1954–1972.
Gromady, z gromadzkimi radami narodowymi (GRN) jako organami władzy najniższego stopnia na wsi, funkcjonowały od reformy reorganizującej administrację wiejską przeprowadzonej jesienią 1954 do momentu ich zniesienia z dniem 1 stycznia 1973, tym samym wypierając organizację gminną w latach 1954–1972.
Gromadę Krzelów z siedzibą GRN w Krzelowie utworzono – jako jedną z 8759 gromad na obszarze Polski – w powiecie wołowskim w woj. wrocławskim, na mocy uchwały nr 31/54 WRN we Wrocławiu z dnia 2 października 1954. W skład jednostki weszły obszary dotychczasowych gromad Krzelów, Buszkowice Małe i Wyszęcice ze zniesionej gminy Krzelów w tymże powiecie. Dla gromady ustalono 16 członków gromadzkiej rady narodowej.
1 stycznia 1960 do gromady Krzelów włączono: a) wsie Budków, Rajczyn, Dąbie i Gryżyce ze zniesionej gromady Gryżyce; b) wsie Konary i Moczydlnica Klasztorna ze zniesionej gromady Moczydlnica Klasztorna – w tymże powiecie.
Gromada przetrwała do końca 1972 roku, czyli do kolejnej reformy gminnej. 1 stycznia 1973 powiecie wołowskim reaktywowano gminę Krzelów (zniesiono ją ponownie 1 września 1977).